# Charnay (Ródano)
Charnay é uma comuna francesa na região administrativa de Auvérnia-Ródano-Alpes, no departamento do Ródano. Estende-se por uma área de 7.06 km². Em 2010 a comuna tinha 1 075 habitantes (densidade: 152,3 hab./km²).